# 高浩文 (法官)
高浩文，KC，SC（1963年—），英國裔香港資深大律師，曾任香港大律師公會主席，現任香港高等法院原訟法庭法官。

## 生平
高浩文於1963年在英國出生，並於1986年從內殿律師學院取得英格蘭及威爾斯大律師資格。他於1990年移居香港，於1991年獲香港律師資格，隨後任職於天博大律師事務所。高浩文於2006年成為御用大律師，並在香港高等法院原訟法庭擔任特委法官。他亦在2009至2011年間出任香港大律師公會主席。2019年4月，他獲正式委任為高等法院原訟法庭法官。2022年10月，他審理了郭卓堅就醫務衞生局局長沒有權力廢除免針紙而提出的司法覆核申請，並裁定郭卓堅勝訴，宣佈政府廢除免針紙的決定即時無效。